# Korsgentiana
Korsgentiana (Gentiana cruciata) är en gentianaväxtart som beskrevs av Carl von Linné. Enligt Catalogue of Life ingår Korsgentiana i släktet gentianor och familjen gentianaväxter, men enligt Dyntaxa är tillhörigheten istället släktet gentianor och familjen gentianaväxter. Arten förekommer tillfälligt i Sverige, men reproducerar sig inte.

## Underarter
Arten delas in i följande underarter:
- G. c. cruciata
- G. c. phlogifolia